# The Lana Sisters
The Lana Sisters waren ein britisches Gesangstrio der späten 1950er Jahre.

## Biografie
Die Gruppe wurde 1958 von der Sängerin Riss Lana (bürgerlich Iris Long), die zuvor in Ivy Bensons Swingband gesungen hatte, und ihrer Bekannten Lynne Abrams gegründet, die mittels einer Anzeige in der Zeitung The Stage nach einem dritten Mitglied suchten. Es sangen etwa 30 junge Frauen vor, von denen die 19-jährige Konventsschülerin Mary O’Brien ausgewählt wurde. Das Trio war komplett. Riss Lana war die Leadsängerin, daher wurde die Gruppe in Anlehnung an ähnliche weibliche 1950er-Jahre-Trios wie die Andrews Sisters und die McGuire Sisters The Lana Sisters genannt.
Ihren ersten Fernsehauftritt absolvierten die Lana Sisters neben Jeremy Lubbock, George Melly, Ronnie Aldrich & The Squadronaires und anderen am 26. April 1958 im ersten auf leichte Unterhaltung ausgerichteten Abendprogramm der BBC, The Six-Five Special (Moderation: Jim Dale).
Das Management der Gruppe übernahm Evelyn Taylor (die 1963 auch mit Arthur Howes, einem Gaumont-Manager zusammenarbeitete), zu der Zeit eine der wenigen Frauen in diesem Metier (sie managte später auch Val Doonican und Sandie Shaw). Die Gruppe ging auf Englandtour, trat in den Musiksendungen Drumbeat, Show Band Parade und Val Parnell’s Startime auf und stellte ihre Single (Seven Little Girls) Sitting in the Back Seat in Tommy Steeles  Weihnachts-Special Tommy Steel Spectacular vor.
Die Lana Sisters traten zwei Mal in der Royal Albert Hall auf und gingen mit Cliff Richard, Adam Faith und Morecambe and Wise auf Tournee. Sie waren die Vorgruppe von Nat King Cole bei dessen Konzerten im Apollo Victoria Theatre in London.
Zwischen 1958 und 1960 erschienen bei Fontana Records insgesamt sieben Singles, von denen eine Coverversion des Marv-Johnson-Hits You Got What It Takes 1960 die Top 10 in Irland erreichte. Die Single Tintarella di luna war ein Cover der italienischen Sängerin Mina, während Ring-a My Phone im Original von Brenda Lee stammte, die das Lied auch geschrieben hatte.
1960 verließ Mary O’Brien die Lana Sisters. Sie gründete mit ihrem Bruder Tom Springfield und einem Freund ein neues Folk-Trio, The Springfields. Dies war eine der erfolgreichsten britischen Gruppen vor dem Durchbruch der Beatles 1963. Mary wurde später unter dem Namen Dusty Springfield eine der erfolgreichsten britischen Solo-Sängerinnen der 1960er Jahre.
Lynne Abrams heiratete, gründete eine Familie und kehrte der Musikindustrie den Rücken. Riss Lana benannte sich in Riss Chantelle um und gründete 1965 eine neue Girlgroup, die Chantelles.

## Diskografie

### Singles
- 1958: „Chimes of Arcady“ / „Ring-a My Phone“ (Fontana H 148)
- 1959: „Buzzin'“ / „Cry, Cry, Baby“ (Fontana H 176)
- 1959: „Mister Dee Jay“ / „Tell Him No“ (Fontana H 190)
- 1959: „(Seven Little Girls) Sitting in the Back Seat“ / „Sitting on the Sidewalk“ (Fontana H 221)
- 1960: „My Mother’s Eyes“ / „You Got What It Takes“ (Fontana H 235)
- 1960: „Tintarella di luna“ / „Someone Loves You, Joe“ (Fontana H 252)
- 1960: „Two-Some“ / „Down South“ (Fontana H 283)

### Compilation
- 2011: Chantelly Lace: The Complete Singles Plus Bonus Tracks (RPM Records RETRO 896)
- 2013: The Springfields, The Lana Sisters – Introducing The Springfields (One Day Music, DAYCD205)
- 2014: Dusty Springfield featuring The Lana Sisters and The Springfields – The Early Years (Jasmine Records JASCD 759)